# Junior Eurovision Song Contest 2022

Deltagande länder.
Länder som har tävlat förut men inte deltar 2022.

Junior Eurovision Song Contest 2022 var den 20:e upplagan av den årliga Junior Eurovision Song Contest. Den ägde rum i Jerevan, Armenien, efter landets seger i tävlingen 2021 med låten "Qami Qami" av Maléna. Tävlingen anordnades av Europeiska radio- och TV-unionen (EBU) och programledaren Public Television Company of Armenia ARMTV. Detta var andra gången som Armenien är värd för Junior Eurovision Song Contest, deras första var 2011.

## Lista över deltagande länder
Den 26 september 2022 meddelade EBU att 16 länder kommer att delta i tävlingen. Storbritannien återvänder till tävlingen efter ett 16 år långt uppehåll. Azerbajdzjan, Bulgarien och Tyskland valde att inte återkomma efter sitt deltagande 2021. Ryssland skulle till en början deltagit, men i samband med landets invasion av Ukraina uteslöts alla ryska TV-bolag från EBU vilket medför att de inte kommer kunna delta i framtida upplagor.
| Land           | TV-bolag           | Artist                    | Bidrag                 | Språk                  | Låtskrivare                                                                  |
| -------------- | ------------------ | ------------------------- | ---------------------- | ---------------------- | ---------------------------------------------------------------------------- |
| Albanien       | RTSH               | Kejtlin Gjata             | Pakëz diell            | Albanska               | Kejtlin Gjata, Endri Muça                                                    |
| Armenien       | ARMTV              | Nare                      | Dance!                 | Armeniska, engelska    | Nick Egibyan, Grigor Kyokchyan                                               |
| Frankrike      | France Télévisions | Lissandro                 | Oh Maman!              | Franska                | Frédéric Château, Barbara Pravi                                              |
| Georgien       | GPB                | Mariam Bigvava            | I Believe              | Georgiska, engelska    | Beni Kdagidze, Iru Khechanovi, Giorgi Kukhianidze                            |
| Irland         | TG4                | Sophie Lennon             | Solas                  | Iriska                 | Hannah Featherstone, Jonas Gladnikoff, Matthew Ker, Ken McHugh, Niall Mooney |
| Italien        | RAI                | Chanel Dilecta            | Bla Bla Bla            | Italienska, engelska   | Marco Iardella, Fabrizio Palaferri, Angela Senatore, Carmine Spera           |
| Kazakstan      | KA                 | David Charlin             | Jer-Ana (Mother Earth) | Kazakiska, engelska    | Jordan Arakelyan, Serzhan Bakhitzhan, Khamit Shangaliyev                     |
| Malta          | PBS                | Gaia Gambuzza             | Diamonds in the Skies  | Engelska               | Matthew James Borg                                                           |
| Nederländerna  | AVROTROS           | Luna                      | La Festa               | Nederländska, engelska | Robert Dorn                                                                  |
| Nordmakedonien | MRT                | Lara feat.Jovan och Irina | Životot e pred mene    | Makedonska, engelska   | Darko Dimitrov, Lara Trpčeska, Jovan Trpčeski, Simon Trpčeski                |
| Polen          | TVP                | Laura                     | To the Moon            | Polska, engelska       | Jakub Krupski, Monika Wydrzyńska                                             |
| Portugal       | RTP                | Nicolas Alves             | Anos 70                | Portugisiska           | Bernardo Correia Ribeiro de Carvalho Costa, Carolina Deslandes               |
| Serbien        | RTS                | Katarina Savić            | Svet bez granica       | Serbiska               | Ivana Dragićević                                                             |
| Spanien        | RTVE               | Carlos Higes              | Señorita               | Spanska                | Carlos Higes Torres, Michael James Down, Primož Poglajen, Will Taylor        |
| Storbritannien | BBC                | Freya Skye                | Lose My Head           | Engelska               | Falco van den Aker, Jack Hawitt, Amber van Day                               |
| Ukraina        | Suspilne           | Zlata Dziunka             | Nezlamna (Unbreakable) | Ukrainska, engelska    | Zlata Dziunka, Illaria                                                       |

## Plats
Armenien - Den 19 december 2021, under vinnarens presskonferens, frågade chefen för den armeniska delegationen David Tserunyan om den armeniska TV-kanalen ARMTV har för avsikt att ansöka om att få anordna tävlingen 2022. De svarade: "Definitivt. Vi kommer mer än gärna att välkomna er alla till Armenien nästa år.” Efter att ha vunnit tävlingen på den officiella webbplatsen för nyhetssektionen för TV-kanalen "Armenia 1", säger tillkännagivandet om segern att tävlingen kommer att hållas i Armenien. Den 21 december bekräftade EBU officiellt att tävlingen kommer att hållas i Armenien.
| Fördelning mellan jury- och onlinesresultat | Fördelning mellan jury- och onlinesresultat | Fördelning mellan jury- och onlinesresultat | Fördelning mellan jury- och onlinesresultat | Fördelning mellan jury- och onlinesresultat |
| Plac.                                       | Online                                      | Poäng                                       | Jury                                        | Poäng                                       |
| ------------------------------------------- | ------------------------------------------- | ------------------------------------------- | ------------------------------------------- | ------------------------------------------- |
| 1                                           | Storbritannien                              | 80                                          | Frankrike                                   | 132                                         |
| 2                                           | Spanien                                     | 78                                          | Georgien                                    | 114                                         |
| 3                                           | Frankrike                                   | 71                                          | Armenien                                    | 110                                         |
| 4                                           | Armenien                                    | 70                                          | Irland                                      | 88                                          |
| 5                                           | Nederländerna                               | 70                                          | Storbritannien                              | 66                                          |
| 6                                           | Portugal                                    | 70                                          | Spanien                                     | 59                                          |
| 7                                           | Ukraina                                     | 64                                          | Nederländerna                               | 58                                          |
| 8                                           | Irland                                      | 62                                          | Albanien                                    | 51                                          |
| 9                                           | Italien                                     | 53                                          | Portugal                                    | 51                                          |
| 10                                          | Polen                                       | 53                                          | Ukraina                                     | 47                                          |
| 11                                          | Serbien                                     | 51                                          | Polen                                       | 42                                          |
| 12                                          | Georgien                                    | 47                                          | Italien                                     | 42                                          |
| 13                                          | Albanien                                    | 43                                          | Serbien                                     | 41                                          |
| 14                                          | Kazakstan                                   | 42                                          | Nordmakedonien                              | 12                                          |
| 15                                          | Nordmakedonien                              | 42                                          | Malta                                       | 10                                          |
| 16                                          | Malta                                       | 33                                          | Kazakstan                                   | 5                                           |

## Resultattabell
Tävlingen hölls den 11 december 2022 i Karen Demirchyan Sports and Concerts Complex, Jerevan. Serbiens framträdande utgjordes av en förinspelning från tidigare repetitioner. Anledningen var medicinska skäl kopplade till artisten Katarina Savić.
| Nr | Land           | Artist                    | Bidrag                 | Språk                  | Placering | Poäng |
| -- | -------------- | ------------------------- | ---------------------- | ---------------------- | --------- | ----- |
| 1  | Nederländerna  | Luna                      | La Festa               | Nederländska, engelska | 7         | 128   |
| 2  | Polen          | Laura                     | To the Moon            | Polska, engelska       | 10        | 95    |
| 3  | Kazakstan      | David Charlin             | Jer-Ana (Mother Earth) | Kazakiska, engelska    | 15        | 47    |
| 4  | Malta          | Gaia Gambuzza             | Diamonds in the Skies  | Engelska               | 16        | 43    |
| 5  | Italien        | Chanel Dilecta            | Bla Bla Bla            | Italienska, engelska   | 11        | 95    |
| 6  | Frankrike      | Lissandro                 | Oh Maman!              | Franska                | 1         | 203   |
| 7  | Albanien       | Kejtlin Gjata             | Pakëz diell            | Albanska               | 12        | 94    |
| 8  | Georgien       | Mariam Bigvava            | I Believe              | Georgiska, engelska    | 3         | 161   |
| 9  | Irland         | Sophie Lennon             | Solas                  | Iriska                 | 4         | 150   |
| 10 | Nordmakedonien | Lara feat.Jovan och Irina | Životot e pred mene    | Makedonska, engelska   | 14        | 54    |
| 11 | Spanien        | Carlos Higes              | Señorita               | Spanska                | 6         | 137   |
| 12 | Storbritannien | Freya Skye                | Lose My Head           | Engelska               | 5         | 146   |
| 13 | Portugal       | Nicolas Alves             | Anos 70                | Portugisiska           | 8         | 121   |
| 14 | Serbien        | Katarina Savić            | Svet bez granica       | Serbiska               | 13        | 92    |
| 15 | Armenien       | Nare                      | Dance!                 | Armeniska, engelska    | 2         | 180   |
| 16 | Ukraina        | Zlata Dziunka             | Nezlamna (Unbreakable) | Ukrainska, engelska    | 9         | 111   |

## Övriga länder

### Aktiva medlemmar i EBU
- Azerbajdzjan — I januari 2022 uppgav Eldar Rasulov, medlem av den azerbajdzjanska delegationen, att landet måste delta oavsett var tävlingen hålls som svar på rykten om att de skulle dra sig ur på grund av att den kommande tävlingen hålls i Armenien.[10] Trots det så dök landet i slutändan inte upp på deltagarlistan.
- Belgien — I maj 2022 tillkännagav den belgiska sändaren VRT att de inte skulle återvända till tävlingen eftersom deras barnkanal, Ketnet, är mer fokuserad på lokala tävlingar. Belgien deltog senast 2012.[11]
- Estland — I maj 2022 meddelade det estniska TV-bolaget ERR att Estland inte skulle debutera i tävlingen 2022 på grund av ekonomiska begränsningar, men stängde inte dörren för framtida deltagande.[12]
- Finland — I maj 2022 tillkännagav det finländska TV-bolaget YLE att Finland inte skulle debutera på 2022-tävlingen eftersom de "inte vill skapa nya barnstjärnor eller känna sig bekväma med barn som konkurrerar i dessa typer av shower".[13]
- Grekland — Den grekiska byrån ERT har uteslutit möjligheten att återvända till Junior Eurovision 2021. Enligt Eurovision kommer Grekland inte tillbaka för Junior Eurovision i slutet av detta år. De kommer dock att ompröva sitt beslut nästa år.[14]
- Island — Det isländska TV-bolaget RÚV skickade en delegation till tävlingen 2021 för att observera programmet. De sände också programmet med en fördröjning på 2 timmar och 45 minuter trots att de inte deltog. Men presschefen Rúnar Freyr sa att det är "för tidigt att säga" om Island kommer att debutera i tävlingen 2022.[15]
- Slovenien — Marusa Kobal, chefen för RTVSLO:s Eurovisionsdelegation, har bekräftat till Escplus att de överväger möjligheten till deltagande i Junior Eurovision Song Contest 2022.[16] Men i slutändan deltog man inte trots allt.
- Sverige — Den 26 januari 2020 meddelade en talesperson för barn-TV-kanalen, ägd av SVT, att programföretaget ”inte stänger dörren för framtida deltagande och en eventuell återkomst övervägs i genomsnitt vartannat år”.[17] SVT var också intresserad av tävlingens framsteg, och även om det fanns rapporter om att de skickade en delegation för att övervaka tävlingen har detta ännu inte bekräftats. Sverige deltog från 2003 till 2014 och tog en paus 2008 på grund av låga tittarsiffror.[18]
- Tyskland — Tyskland stod över 2022 års upplaga för ta en "kreativ paus". Landet planerade att återkomma redan 2023.

Följande länders programföretag bekräftade att de inte deltog utan att lämna ytterligare information:
- Bulgarien — BNT
- Cypern — CyBc
- Danmark — DR[19]
- Kroatien — HRT
- Lettland — LTV[20]
- Litauen — LRT[21]
- Israel — KAN
- Moldavien — TRM[22]
- Montenegro — RTCG
- Norge — NRK[19]
- Rumänien — TVR
- San Marino — SMRTV
- Wales — S4C[23]
- Österrike — ORF[24]

### EBU associerade medlemmar
- Australien - ABC bekräftade sitt icke-deltagande i april 2022, även om SBS fortfarande kan delta i Australien istället om den är inbjuden av EBU.[25]

### Tidigare EBU-medlemmar
- Belarus — Den 1 juli 2021 stängde EBU av den belarusiska sändaren BTRC, i samband med det förlorade programföretaget rättigheterna att sända och delta i tävlingen.[26] I augusti 2021 bekräftades det att avstängningen kommer att pågå till 2024, dock kan EBU revidera den när som helst innan den löper ut.[27]
- Ryssland — Landet bekräftade ursprungligen sitt deltagande den 13 februari, men efter invasionen av Ukraina och diskvalificeringen i Eurovision Song Contest 2022 tillkännagav alla EBU-medlemmar från Ryssland sitt utträde ur unionen den 26 februari 2022.[28][29] Den 1 mars meddelades i ett ytterligare uttalande från EBU att de hade uteslutit sina ryska medlemmar från sina styrningsstrukturer.[30] EBU:s generaldirektör Noel Curran uppgav den 13 maj att arbetet pågår att fullt ut utesluta ryska medlemmar från unionen, vilket kommer att leda till att Ryssland förlorar sändnings- och deltagarrättigheter till framtida Eurovisionsevenemang.[31]